# Block Out
Block Out — сербская альт-рок-группа, образованная в Белграде в 1990 году. Они были одними из самых заметных коллективов сербской рок-сцены 1990-х годов.
Первоначально созданная под названием Ad Hoc, группа изначально ориентировалась на хард-рок, но перешла к более мрачному, тяжелому звучанию с приходом гитариста и автора песен Николы Враньковича в 1991 году, который стал творческим ядром группы. Альбомы группы Crno, belo i srebrno (1994), Godina sirotinjske zabave (1996) и San koji srećan sanjaš sam (1998) представляли собой сочетание альтернативного рока, гранжа, метала и психоделического звучания с поэтическими и мрачными текстами Враньковича о сербском обществе в годы после распада Югославии и художественными музыкальными клипами, созданными вокалистом группы Милутином Йованчичем «Mita». В 2004 году группа выпустила свой последний студийный альбом Ako imaš s kim i gde. Несмотря на признание критиков и большую популярность, растущие разногласия внутри группы привели к исключению Враньковича из Block Out в 2013 году. Вранькович начал успешную карьеру сольного исполнителя, а остальные участники группы продолжали выступать как Block Out в течение короткого периода времени, прежде чем продолжить свою работу под именем Čovek Vuk (Человек-волк).

## Наследие
Достижения
В 2021 году альбом Godina sirotinjske zabave (1996) занял 20-е место, а альбом San koji srećan sanjaš sam (1998) — 26-е место в списке 100 лучших сербских альбомов с момента распада СФРЮ. Список был опубликован в книге Как рок-н-ролл в Сербии (не) закончился.
В 2000 году песня «Manastir» («Монастырь») заняла 100-е место в списке Rock Express Top 100 Yugoslav Rock Songs of All Times, опубликованном журналом Rock Express.
Тексты 9 песен группы вошли в книгу Петра Янятовича Песни братства, детства и потомства: Антология рок-поэзии бывшего YU 1967 - 2007.

## Дискография
Смотри статью «Дискография Block Out» в англ. разделе.
- Crno, belo i srebrno (1994)
- Godina sirotinjske zabave (1996)
- San koji srećan sanjaš sam (1998)
- Ako imaš s kim i gde (2004)